# Kawara-dera
Le Kawara-dera (川原寺) est un ancien temple bouddhiste fondé au cours de la période Asuka à Asuka, préfecture de Nara au Japon. Les fouilles ont révélé un complexe de temple à grande échelle comprenant deux kondō, un tō (pagode), de vastes quartiers pour les prêtres et des tuiles qui sont « parmi les plus belles jamais fabriquées au Japon ». La zone est désignée bien culturel important comme « site historique » et fait partie d'un ensemble de sites présentés en 2007 pour l'inscription future sur la liste du patrimoine mondial de l'UNESCO : « sites archéologiques des anciennes capitales du Japon et biens associés,, ». Des objets extraits du site sont exposés au musée d'histoire d'Asuka